# Gladys Ekaru
Gladys Ekaru Emaniman, née le 2 octobre 1999, est une joueuse kényane de volley-ball.

## Carrière
Gladys Ekaru participe avec l'équipe du Kenya au tournoi féminin de volley-ball aux Jeux olympiques d'été de 2020, terminant à la 12e place.
Elle dispute le Championnat d'Afrique féminin de volley-ball 2021, perdant la finale face au Cameroun ; elle remporte le prix de la meilleure contreuse à l'issue de la compétition.